# Achyrocline brittoniana
Achyrocline brittoniana là một loài thực vật có hoa trong họ Cúc. Loài này được Deble & Marchiori mô tả khoa học đầu tiên năm 2005.